# 德貝納姆冰川
77°11′S 162°38′E / 77.183°S 162.633°E
德貝納姆冰川（英語：Debenham Glacier）是南極洲的冰川，位於維多利亞地的斯科特海岸，最終注入威爾遜皮德蒙特冰川北部，由英國探險隊繪入地圖，以隊中的地質學家命名。